# Geoffrey Sserunkuma
Geoffrey Sserunkuma (* 7. Juni 1983) ist ein ugandischer Fußballspieler.

## Karriere

### Verein
Geoffrey Sserunkuma begann seine Karriere in der Jugend beim Police FC aus Jinja, bis er 2002 den Sprung in die Profimannschaft schaffte. Nachdem er die Spielzeiten 2002 und 2003 dort absolviert hatte, wechselte er zum Ligakonkurrenten Kampala City Council FC. Im Juli 2007 wanderte er nach Äthiopien aus und heuerte beim Rekordmeister der äthiopischen Premier League, bei Saint-George SA an. Dies blieb allerdings ein sehr gutes Gastspiel, denn im selben Jahr wechselte er wieder nach Uganda zu Nalubaale Buikwe.
Zur Saison 2008/09 wechselte er zum südafrikanischen Verein Bloemfontein Celtic. Nachdem er in der Saison 20 Ligaspiele bestritten und sieben Treffer erzielt hatte, wechselte er allerdings nur für eine Saison zu Vasco da Gama.
Am 6. April 2010 unterschrieb er einen Zweijahresvertrag bei den Bidvest Wits, dem Fußballteam der Witwatersrand-Universität in Johannesburg. Doch in der Saison 2010/11 hatte er nur acht Ligaeinsätze und ein Tor aufzuweisen.
Deshalb kehrte er zur Saison 2011/12 wieder zu Vasco da Gama zurück. Ab der Spielzeit 2013/14 spielt Sserunkama wieder in seiner Heimat Uganda.

### Nationalmannschaft
Sserunkuma ist seit 2002 für die ugandische Fußballnationalmannschaft aktiv und absolvierte seitdem mindestens 33 Länderspiele, in denen ihm acht Länderspieltore gelangen.